# Onvoorstelbaar (De Kast)
Onvoorstelbaar is een nummer van de Nederlandse band De Kast uit 1999. Het is de vierde single van hun vierde studioalbum Onvoorstelbaar.
"Onvoorstelbaar" is een poprocknummer dat gaat over een man die geen grip heeft op zijn vrouw, omdat ze onvoorspelbaar is. Het nummer leverde De Kast een kleine hit op, met een 23e positie in de Nederlandse Top 40.

## Tracklijst
Cd-single
1. "Onvoorstelbaar" - 3:46
2. "Onvoorstelbaar" (Henk en Sander dansen!) - 3:46